# Erzgebirgischer Kreis
Der Erzgebirgische Kreis war eine Verwaltungseinheit des 1806 in ein Königreich umgewandelten Kurfürstentums Sachsen.

## Geographische Ausdehnung
Das Gebiet des Erzgebirgischen Kreises umfasste fast den gesamten heutigen sächsischen Anteil des Erzgebirges und das Erzgebirgsvorland.
Der Kreis reichte in seiner West-Ost-Ausdehnung von Werdau an der Grenze zu den Ernestinischen Herzogtümern über das Westerzgebirge und das Mittlere Erzgebirge bis zum Osterzgebirge bei Altenberg. In seiner Süd-Nord-Ausdehnung erstreckte sich das Gebiet von der Grenze zum Königreich Böhmen am Kamm des Erzgebirges bis zum Erzgebirgsvorland bei Nossen und Mittweida. Bedeutende Orte des Kreises sind u. a. Chemnitz,  Zwickau, Freiberg und Schwarzenberg/Erzgeb. Die Schönburgischen Herrschaften ragten keilförmig in den Westteil des Kreises hinein, sodass die Gegend um Zwickau vom größeren Ostteil des Kreises nur über das Westerzgebirge territorial mit dem Kreis verbunden war.
Durch den Kreis flossen die Oberläufe der Flüsse Pleiße, Zwickauer Mulde,  Chemnitz, Zschopau, Flöha, Freiberger Mulde und  Wilder Weißeritz. Exklaven des Kreises befanden sich in der Lommatzscher Pflege.

## Angrenzende Gebiete
| Herzogtum Sachsen-Altenburg                        | Leipziger Kreis                             |                   |
| Neustädter Kreis und Fürstentum Reuß älterer Linie | Kompassrose, die auf Nachbargemeinden zeigt | Meißnischer Kreis |
| Vogtländischer Kreis                               | Königreich Böhmen                           |                   |

## Geschichte
Der Erzgebirgische Kreis war Teil der dreistufigen Verwaltungsgliederung im Gebiet des späteren Sachsens. Basis dieser Gliederung und untere Einrichtung der landesherrlichen Verwaltung waren die Ämter, die im 14. und 15. Jahrhundert aus den markgräflichen Vogteien hervorgingen. Das 1378 erstellte Einkunftsverzeichnis der Landgrafen von Thüringen und Meißen (Registrum dominorum marchionum Missnensium) nennt u. a. bereits die später zum Erzgebirgischen Kreis gehörigen Ämter Freiberg, Schellenberg und Chemnitz.
Mit dem Erlass der Kanzleiordnung von Kurfürst Moritz entstand 1547 eine Zentralbehörde im Sinne einer Landesregierung. Die Durchorganisation der Verwaltung bis auf die lokale Ebene (Ämterorganisation) führte zur Zuordnung der Ämter zu Amtshauptmannschaften. Diese wurden wiederum zu Kreisen (Kurkreis, Leipziger Kreis, Meißnischer Kreis, Vogtländischer Kreis, Thüringer Kreis, Neustädter Kreis) zusammengefasst, um die im 16. Jahrhundert besonders von den ernestinischen Wettinern hinzugewonnenen Gebiete zu integrieren.
Das Gebiet des Erzgebirgischen Kreises wurde erst 1691 aus dem vergleichsweise großen Meißnischen Kreis herausgelöst. Nachdem beim Wiener Kongress 1815 die sächsischen Grenzen neu festgesetzt worden waren, bildete der Erzgebirgische Kreis ab 1816 zusammen mit dem Leipziger Kreis, dem Meißnischen Kreis, dem Vogtländischen Kreis und der Markgrafschaft Oberlausitz die territoriale Gliederung Sachsens.
1835 erfolgte die verwaltungsmäßige Ablösung durch die Kreisdirektionen (ab 1873 Kreishauptmannschaften) Bautzen, Dresden, Leipzig und Zwickau. Zu diesem Zeitpunkt umfasste der Erzgebirgische Kreis eine Fläche von 4.581 km².

## Umfang
Der Kreis umfasste am Ende des 18. Jahrhunderts 8873 Hufen und 93¾ Ritterpferde, 12 schriftsässige und 29 amtssässige Städte, 20 Landstädtchen, insgesamt 61 Städte, dazu 76 Amtssassen, 101 Schriftsassen, 78 Vorwerke und Freigüter, sechs Wüstungen und 723 Dörfer. Er grenzte an den Leipziger und Meißnischen Kreis, an Böhmen, den Vogtländischen und Neustädtischen Kreis, an die reußischen Herrschaften und an das Fürstentum Altenburg und hatte eine Größe von rund 111 Quadratmeilen. In der 1783  erschienenen Darstellung General-Plan von der ietzigen Eintheilung der Chur-Sächsischen Lande in Creiße und Aemter finden sich von dem Vorstehenden abweichende Daten.
1785 lebten auf dem Gebiet des Erzgebirgischen Kreises 405.600 Einwohner in 15 Ämtern. Im Erzgebirgischen Kreis gab es zwei Kreisämter. Während das Kreisamt Freiberg für das „Niedergebirge“ zuständig war, wurden diese Aufgaben für das "Obergebirge" vom Kreisamt Schwarzenberg ausgeführt.
| Amt                                        | Anmerkungen                                                                                         |
| ------------------------------------------ | --------------------------------------------------------------------------------------------------- |
| Kreisamt Freiberg                          | mit der Herrschaft Ringethal (Exklave), Hainichen (Exklave), der Herrschaft Purschenstein mit Sayda |
| Amt Schellenberg (später Amt Augustusburg) | mit der Herrschaft Zschopau, dem Amt Lichtenwalde und dem Rittergut Neusorge                        |
| Amt Chemnitz                               | mit der Herrschaft Rabenstein und der Herrschaft Blankenau                                          |
| Amt Frankenberg-Sachsenburg                | vor 1633 auch "Amt Frankenberg mit Sachsenburg" oder "Amt Sachsenburg mit Frankenberg" genannt      |
| Amt Nossen                                 | mit den Städten Siebenlehn, Roßwein                                                                 |
| Amt Grillenburg                            | mit Tharandt, das Amt hieß vor 1558 Amt Tharandt                                                    |
| Amt Frauenstein                            | |
| Amt Altenberg                              | mit den Städten Glashütte, Alt-Geising                                                              |
| Amt Lauterstein                            | mit der Stadt Zöblitz                                                                               |
| Amt Wolkenstein                            | mit Mühlenamt Annaberg, Amt Rauenstein, Herrschaft Greifenstein und Herrschaft Weißbach             |
| Amt Stollberg                              | |
| Kreisamt Schwarzenberg                     | mit dem Amt Crottendorf                                                                             |
| Amt Grünhain                               | mit dem Amt Schlettau                                                                               |
| Amt Wiesenburg                             | |
| Amt Zwickau                                | mit den Städten Werdau, Crimmitschau und der Herrschaft Wildenfels                                  |

## Amtleute
- Heinrich von Gersdorff († 1557), Oberhauptmann
- Wolf von Schönberg (1518–1584), Oberhauptmann
- Samuel Seyfried (1622–1699), Amtmann
- Haubold von Einsiedel (Kreishauptmann)
- Julius Ernst von Schütz, Amtshauptmann